# Iron & Wine
Ајрон енд вајн (енгл. Iron & Wine; Чапин, 26. јул 1974) је уметничко име фолк рок певача и текстописца Сема Бима (Sem Beam). Бим је издао три студијска албума, неколико EP-ја и синглова и издања само за преузимање с интернета, укључуји и живи албум (снимак његовог наступа на „Бонару фестивалу музике и уметности“ 2005. године). Растао је у Јужној Каролини пре него што се преселио у Флориду да би похађао школу, а тренутно живи у околини Остина у Тексасу. Име „Ајрон енд вајн“ је узео од дијетеске замене „Биф ајрон енд вајн“ (енгл. Beef Iron & Wine), коју је открио у продавници робе широке потрошње, док је снимао филм. Име му се свидело, али је одлучио да одбаци „биф“.

## Музичка каријера
Свој први Ајрон енд вајн албум The Creek Drank the Cradle Бим је издао за етикету Sub Pop 2002. године. На том албуму он је сам написао, извео, снимио и продуцирао сваку од нумера у студију у свом дому. Базирајући се на звуцима акустичних гитара, бенџоа и слајд гитара, музика с албума је поређена са оном Ника Дрејка (Nick Drake), Сајмона и Гарфанкла (Simon and Garfunkel), Нила Јанга, Елиота Смита, Џона Фејхија  (John Fahey) и Ралфа Стенлија (Ralph Stanley). Често је окарактерисана као алт кантри (alt-country), прогресивни фолк (progressive folk) или инди фолк (indie folk), а са лирске стране теме често прате парадигму јужњачког готика (Southern Gothic). Пратећи ово издање, следеће (2003) године издао је The Sea & The Rhythm, EP колекцију других нумера, такође снимљених у његовом дому, које су по стилу сличне песмама са његовог дебија.
Бимов други албум Our Endless Numbered Days (2004), је снимљен у професионалном студију уз знатно повећање чистоће звука. Продуцирао га је Брајан Дек (Brian Deck) у Чикагу; нагласак је и даље на акустичном материјалу, али је укључивање других чланова групе донело значајно другачији звук. У 2004. години, Бим је такође снимио и песму „The Trapeze Swinger“ за филм In Good Company.
У фебруару 2005. године, Бим је издао EP под називом Woman King, који је наставио да гради на студијским звуцима који су карактерисали претходни албум, а укључио је и електричне гитаре. Свака од нумера представила је духовну женску фигуру и имала је суптилан библијски подтекст, мада је Бим у интервјуима изјавио да је он агностик.
У септембру 2005. године издат је EP In the Reins, сарадња са рок групом из Аризоне Калексико (Calexico). Бим је све песме на издању написао годинама раније, а допринос Калексика је био у њиховој карактеристичној фузији прашњавог југозападног рока, традиционалне мексичке музике и џеза, која је носила аранжмане песама. У неколико нумера јављају се и дувачи, прилично нов звук за Бимову музику.
Трећи албум пуне дужине за Ајрон енд вајн, под насловом The Shepherd's Dog, је издат 25. септембра 2007. године. Свој допринос албуму су дали Џоји Бернс (Joey Burns) и Пол Нихаус (Paul Niehaus) из Калексика, као и џез музичари Мет Лукс (Matt Lux) и Роб Бергер (Rob Burger). Када је упитан да за „Индипендинт“ опише албум, Бим је рекао „ово није плоча политичке пропаганде, али дефинитивно јесте испирисана политичком конфузијом, пошто сам био потпуно затечен када је Буш поново изабран“.

## Дискографија

### Албуми
- The Creek Drank the Cradle (2002)
- Our Endless Numbered Days (2004)
- The Shepherd's Dog (2007)

### EP-ји и синглови
- March 2002 Sub Pop Singles Club CD (single) (2002)
- Iron & Wine Tour EP (2002)
- "Call Your Boys" b/w "Dearest Forsaken" (single) (2002)
- The Sea & The Rhythm (EP) (2003)
- Iron & Wine iTunes Exclusive EP (2004)
- "Passing Afternoon" (single) (2004)
- "The Trapeze Swinger" (single) (iTunes Only) (2005)
- Woman King (EP) (2005)
- In the Reins (EP) with Calexico (2005)
- Live Session (iTunes Exclusive) EP (2006)
- "Such Great Heights" (single) (2006)
- "Boy with a Coin" (single) (2007)